# Dock Boggs
Pour les articles homonymes, voir Boggs.
Moran Lee "Dock" Boggs (né le 7 février 1898 et mort le 7 février 1971, le jour-même de son 73e anniversaire) fut, dans la music old-time américaine, un influent chanteur, auteur et joueur de banjo. Sa technique de jeu au banjo (à trois doigts) comme son chant sont considérés comme étant une combinaison unique de folk des Appalaches et de blues afro-américain. La scène actuelle de la folk américaine estime qu'il est un de ses fondateurs, ne serait-ce que parce que deux de ses enregistrements de 1920 (Sugar Baby et Country Blues) apparaissent dans la collection Anthology of American Folk Music (1952) d'Harry Smith. Dock Boggs fit d'abord des enregistrements en 1927, puis en 1929, bien qu'il ait été un mineur de charbon la majeure partie de sa vie. Il fut "redécouvert" aux États-Unis durant le revival folk des années 1960, et il passa la fin de sa vie à jouer dans des festivals et à enregistrer pour Folkways Records.
Il est enterré à Norton, Virginia.